# 包爾
包爾，Borr 或 Burr，英語化的寫法也寫做  或 。
他出現在史洛里的《新艾達》裡，在北歐神話中，他是布利（Buri）之子，意即生產。他的妻子是巨人之女貝斯特拉（Bestla），他們生下了三個兒子，就是奧丁（Odin）、威利（Vili）、菲（Ve） 所屬阿薩神族。
除了這點以外，關於包爾的故事在北歐神話中，就完全沒有再提到了。